# أحمد الغريفي
أحمد بن علوي الغريفي.

## نسبه
ينحدر العلامة أحمد من أسرة علمية عريقة عرفت على مر العصور بالحرص الشديد على نشر الحديث وعلوم أهل البيت، ألا وهي أسرة آل الغريفي التي برزت بين الأسر العلمية المشهورة بمجهديها ومفكريها ومنظرية ا. يقول عنهم صاحب كتاب شهداء الفضيلة (من أسمى البيوت مجدا وشرفا وأعلاها نسبا وأرفعها في المكانة العلمية والثقافية الدينية).
فهو السيد أحمد بن السيد علوي بن السيد أحمد بن السيد هاشم بن السيد أحمد بن السيد علي الغريفي ينتهي نسبه إلى العلامة إبراهيم المجاب بن محمد بن الأمام موسى بن جعفر بن الإمام الصادق بن الإمام الباقر بن الإمام زين العابدين بن الإمام الحسين سيد الشهداء بن الإمام علي. ووالد سماحة السيد هو العلامة السيد علوي الغريفي بينما جده فهو السيد أحمد الغريفي الذي ينتمي لقرية عالي حيث انتقل بعدها إلى النعيم.

## مولده ونشأته
ولد في منطقة المنامة يوم السابع من ذي الحجة 1365 هـ الموافق الأول من نوفمبر 1946م، من أبويين علويين غريفيين، حيث سادت البهجة والسرور البيت الغريفي الذي أشرقت فيه أنوار ذلك الوليد، وقد سماه والده (أحمد) تيمناً باسم المصطفى. أخذ ذلك الوليد يترعرع تحوطه عناية الله، ورعاية والديه، فكان مثالا للمسلم الصالح المقتدي بتعاليم دينه، ونموذجا للإبن البار المطيع لوالديه. عندما بلغ سبع سنوات (وبالتحديد في يوم التاسع من ديسمبر 1953 م) صحبه والده في رحلته العلمية إلى مدينة جده أمير المؤمنين، وألحقه بالمدرسة الابتدائية هناك حتى أكملها. فكان خير صحبة لوالده حيث كان وبرغم صغر سنه يقرأ لوالده ما يحتاج إليه من كتب ومقررات وبحوث.

## حياته الأسرية
كان لوالده بمثابة عينه المبصرة، وقلبه النابض بالحياة، وساعده الأيمن، لقد كانت علاقته به علاقة عالم بعالم، كما كان في وسط أهله مؤنسا يملأ البيت نشاطا وحركة، فكان هو الموجه والمرشد وكانوا يستشيرونه ويستشيرهم في بعض أموره.
أما زواجه فكان في الرابع من جمادى الأولى 1388 هـ الموافق 30 يوليو 1968م، من كريمة السيد حسين السيد إبراهيم الغريفي والد عبد الله الغريفي، حيث أنجبت له تسعة من الذرية الصالحة خمسة من الذكور وهم:
- السيد محمد هادي (طالب علم درس في حوزة قم)، متزوج وله ثلاثة أبناء وبنت واحدة (السيد أحمد والسيد هاشم والسيد حيدر وزهراء).
- السيد علي (طالب علم في حوزة جده السيد علوي) متزوج وله من الأبناء ابن واحد (السيد حسن وابنتان)
- السيد حسن (طالب علم في جامعة الإمام الصادق بـقـم المقدسة) متزوج.
- السيد حسين (موظف) متزوج.
- السيد علوي (طالب جامعي)متزوج.
- وله من البنات أربعا.

## دراسته
عند رجوعه إلى البحرين أدخل مرة ثانية الصف السادس الابتدائي ليحصل على الشهادة الابتدائية، وواصل الدراسة حتى أكمل دراسته الثانوية وحصل على الشهادة الثانوية العامة - القسم الأدبي - في العام 1966 م بتقدير جيد جدا.
هاجر إلى النجف الأشرف والتحق بكلية الفقه في سنة 1967 م، وحصل على شهادة البكالوريوس في اللغة العربية والعلوم الإسلامية في العام 1971 م بتقدير (جيد جدا)، في الوقت الذي كان يواصل فيه دراسته الحوزوية العالية، وبعد انتهائه من كلية الفقه بقي ليواصل دراسته الحوزوية فترة من الزمان.
سافر إلى القاهرة سنة 1975م لتحضير رسالة الماجستير في كلية دار العلوم جامعة القاهرة، وتنقل أثنائها بين القاهرة والنجف الأشراف لتحضير رسالته التي كتبها تحت عنوان (البراءة الأصلية في الشريعة الإسلامية) حيث حصل على شهادة الماجستير في العلوم الإسلامية في سنة 1979 م بتقدير (ممتاز) قد طبعة هذه الرسالة. بذل عدة محاولات لتسجيل رسالة الدكتوراه في جامعة القاهرة ولكنها لم تنجح (لظروف سياسية) الأمر الذي جعله وقبل وفاته ببضعة أيام أن يعزم على التسجيل للدكتوراه في جامعة عين شمس.

## أساتذته
والده سماحة العلامة السيد علوي الغريفي، أنهى عنده المقدمات.
أساتذته في كلية الفقه:
- آية الله السيد محمد تقي الحكيم.
- آية الله الشيخ محمد تقي الأيرواني.
- العلامة الدكتور الشيخ عبد الهادي الفضلي.
- العلامة السيد مصطفى جمال الدين.
- العلامة الشيخ محمد رضا الجعفري.
- العلامة الشيخ عبد المهدي مطر.
- العلامة الشيخ محمد كاظم شمشاد.
- الدكتور عبد الرزاق محيي الدين.

أساتذته في بحث الخارج:
- آية الله العظمى السيد أبو القاسم الخوئي.
- آية الله العظمى السيد علي الفاني الإصفهاني. وقد كان للسيد أحمد ارتباطا وثيقا به.
- آية الله العظمى محمد باقر الصدر. وكان محل ثقة كبيرة عنده وقد أعطاه وكالة خطية بإقامة صلاة الجمعة في الوقت الذي لم يعط وكالة لأحد بذلك.
- آية الله السيد محي الدين الغريفي، درس عنده السطوح.

## تلامذته
- الشيخ عبد الله محمد الشيخ
- الشيخ عبد المحسن ملا عطية
- الشيخ مجيد الحداد
- الشيخ عبد الله الغديري
- الشيخ محمد صالح القشعمي
- الشيخ محمد جواد الشهابي
- الشيخ محمد عبد الله آل نوح
- الشيخ ميرزا عباس الأسود
- الشيخ حسن الحلي
- مكي الوداعي
- الحاج خليل الشيخ

وغيرهم الكثير من المؤمنين

## ثقافته
كان للسيد أحمد درجة عالية من الثقافة والتحصيل العلمي، وكــان دقيقا في تنظيم أوقاته حيث كان يشغلها بالقراءة والدرس والتدريس وكتابة البحـوث، وكان حريصاً على متابعة أحداث العالم ومستجداته ومتغيراته خصوصا الأمور المتعلقة بالمسلمين في أنحاء المعمورة وذلك من خلال قراءة الصحف والمجلات والبحوث العلمية، ومتابعة النشرات الإخبارية والبرامج العلمية. دائماً يشجع الشباب ويحثهم على القراءة والاستزادة من العلم لأن العلم هو الحصن الحصين للمسلم والقوة الحقيقية للإسلام في مواجهة التحديات والمتغيرات التي تواجه المسلمين.
وكان يرى أن العلم ينمو بالدرس والتدريس لذلك كان غالب يومه مشغولا بالتدريس مصداقا لقوله (لقحوا عقولكم بالمذاكرة).

## نشاطاته
يمتاز العلامة بمكانة اجتماعية كبيرة وصدى قوي لما يتمتع به من أخلاق محمدية، وخصال علوية، وعلم رباني، وحلم وسعة بال، الأمر الذي جعل المؤمنين يلتفون من حوله ويحيطون به لأنهم وجدوا فيه ضالتهم المنشودة التي تمثل العطاء والبذل في سبيل الله، والدعوة إلى مرضاته، والعمل إلى إعلاء كلمته، والسير في طريقه.
كان مدرسة مفتوحة لطلاب العلوم الدينية والمثقفين والشباب المؤمن من أساتذة وطلاب الجامعات وأصحاب الكفاءات العلمية المختلفة، لينهلوا من معينه الأصيل الذي أستلهمه من مصدره الحقيقي كتاب الله العظيم وعلوم أهل البيت. حيث كان يُدّرس الفقه في كتاب شرائع الإسلام والعروة الوثقى، منهاج الصالحين. وفي الأصول حلقات الصدر. وفي العقائد الباب الحادي عشر. وفي المنطق كتاب منطق المظفر
كان يقيم صلاة الجماعة في مساجد متعددة منها مسجد الخواجة بالمنامة يعقبها بكلمة في المفاهيم الإسلامية، من فكر وأخلاق وتربية وفقه وعقائد وغيرها من علوم أهل البيت عليهم السلام. كما كان يتطرق إلى الشئون والقضايا الاجتماعية والسياسية وخاصة المحلية. وقد ترجم القول إلى عمل ليُقتدى بعمله قبل قوله، فبأخلاقه السامية ونصحه الدائم، وروحه الصادقة، وشفافيته الهادئة، ودوره البين، وكلماته المؤثرة، استطاع أن يخرّج جيلاً مؤمناً رسالياً واعياً يحمل بين طياته مفاهيم الإسلام، ونور الإيمان، وفكر القرآن. كانت له مشاركات فعالة في المحافل والمناسبات والمواسم الثقافية، والندوات العلمية.
كما كانت له جلسات خاصة بأهل العلم والمعرفة في أكثر مناطق البحرين وخاصة الشباب الجامعي منهم يشاركهم فيها الرأي ويتدارس معهم المستجدات والمتغيرات في البلد، وأحوال المسلمين خارجها. وله الدور البارز في إنشاء صندوق النعيم الخيري السابق ليكون نواة للصندوق الحالي إيماناً منه بمساعدة الفقراء والمحتاجين والمساكين ومعونة الضعفاء والعاجزين.

## دوره القيادي
كان له دورٌ قياديٌ متميزٌ لما يتمتع به من أخلاق سامية، وصلابة إيمانية، ورسالية واعية، وشخصية مؤثرة، مما سهل عليه تحركه العملي في شتى أنحاء البلاد، فقد كان له حضورٌ فاعلٌ في كل الميادين العملية التي تحتمها عليه وظيفته الشرعية، إضافة إلى مكاتباته ومشاركاته في شتى المجالات الأخلاقية، الاجتماعية، العقائدية، الفكرية، السياسية، وغيرها من المجالات الهادفة في الصحف والمجلات المحلية والخارجية.

## مؤلفاته
- البراءة الأصلية في الشريعة الإسلامية (رسالة الماجستير).
- المصلحة المرسلة وموقف العلماء منها.
- الإمام البخاري سيرته ومنهجه في الجامع الصحيح وفقهه.
- دراسة عن كتاب كشف الأسرار في شرح أصول الفقه لفخر الإسلام البزدوي.
- دراسة عن كتاب الأحكام في أصول الأحكام لسيف الدين الآمدي.
- بحث تحليلي حول مسيرة الإمام الحسين ÷ من وطن جده إلى كربلاء.
- بحوث قرآنية.
- محاضرات في الشهر المبارك.
- حديث للشباب.

## استشهاده وتشييعه
لبى السيد أحمد الغريفي نداء ربه اثر حادث أليم مروع حدث له مع أبنه البكر (السيد محمد هادي وله من العمر حينذاك 11 سنة) وذلك مساء يوم السبت 10 ذو القعدة 1405 هجرية الموافق 27 يوليو 1985م، في نهاية العقد الثالث من العمر وقد بكته القلوب قبل العيون وغسلته الدموع قبل المياه وشيعته ملائكة السماء قبل المؤمنين والمحبين، ففي ذلك اليوم الأسود ومع صبيحة يوم الأحد أستيقظ الناس ليعلموا بالفاجعة التي حلت بهم في رحيل العالم الشاب الجليل الفاضل الذي كان خبر وفاته قد انتشر في جميع أرجاء البلاد وشاع هذا الحديث بين الناس وهم بين مصدق ومكذب له، وفي جو متشح بالحزن والدموع ارتفعت الأعلام السوداء وكأنه يوم العاشر من المحرم حيث شهدت منطقة النعيم تجمعا غريبا لم تشهده من قبل، فقد نزل إليها الناس من مختلف مناطق البلاد وخارجها وبتشيع مهيب شيعه المؤمنون وهم يبكونه بحرقة الفراق حيث لا تسمع إلا التهليل والتكبير ممزوجا بالبكاء والنحيب. كلهم جاءوا يكحلون أبصارهم بالنظرة الأخيرة ويودعونه الوداع الأخير، يتسابقون إلى حمل جثمانه الطاهر الذي حمل على الأكتاف، وتطاولت الأعناق وارتفعت الأيدي وهتفت الحناجر ودمعت العيون للذي سخر حياته للعلم والعمل الصالح في سبيل الإسلام والمسلمين.
وقد كانت مقبرة النعيم ذلك اليوم كتلة لحم لا ترى فيها تراب حيث غسل هناك، ومن ثم تم نقل الجثمان الطاهر في موكب مريع مهيب أغلقت لأجله الشوارع والمنافذ إلى مقبرة عالي حيث دفن الفقيد، وألقيت القصائد الشعرية قبل الدفن وحين أهيل التراب أقام المحبون، وأكثرهم من الشباب العزاء لهذا المصاب الجلل العظيم. وبعده استمرت التعازي والفواتح في شتى أرجاء البحرين.

## دلائل اغتيال الغريفي
1. كان الغريفي ــ ليلة الحادث ــ في منزل والده، وكانت عناصر جهاز المخابرات تحوم حول المنزل بشكل غير اعتيادي، لحظها الزائرون لمنزل والده.
2. نقل البعض ان الشارع العام الذي استشهد فيه كان مغلقاً في الوقت الذي حصل فيه الحادث، وهذا الشارع لأهميته وحجمه لا يمكن اغلاقه، ولهذا فقد فسّر البعض ذلك بأن المخابرات كانت تخطط لعملية اغلاق الشارع مع تنفيذ جريمة الحادث.
3. ذُكر ان سيارتين تابعتين لجهاز المخابرات ــ من ذوات اللون الأبيض المميزة ــ لاحقتا سيارة الغريفي والتصقتا بسيارته من الجانبين، واحدثتا نوعاً من الاصطدام وتعطيل بعض عجلات السير، مما أدى إلى انحرافها.
4. ترجّل شخص من سيارته بغية مشاهدة الحادث، ولكن كانت هناك سيارتان واقفتين، فمنعه بعض من كان واقفاً وأمره بالانصراف، وعرف انهم من عناصر المخابرات.
5. نقل الابن في إحدى السيارتين ونقل الأب في السيارة الأخرى إلى قسم الطوارئ في مستشفى (السلمانية) بحالة لا يمكن تداركها، وطلب رئيس القسم معلومات عن هوياتهم فرفضوا إعطاءه اية معلومات، وألزموه بأخذ السيد وابنه، وأوضحوا له انهم رجال مخابرات. بينما قال الابن البالغ (7 سنوات) ان والده هو الذي اخرجه من السيارة وكان في كامل وعيه.
6. اشار تقرير شرطة المرور إلى (ان الحادث وقع في الساعة العاشرة إلا خمس دقائق، وكان بسبب انفجار العجلات الإمامية، مما أدى إلى تدهور السيارة وانقلابها أربع مرات.. وخلال تدهور السيارة أخذ السيد ابنه محمد البالغ ــ من العمر ــ سبع سنوات واحتضنه ليحميه، ولكنه سقط (أي السيد) من مكان الزجاجة الأمامية والتي كانت قد سقطت، فارتطم رأسه بالأرض وأُحدث نزيف داخلي مما أدى إلى الوفاة بعد الحادث بحوالي ثلاث ساعات وربع، أي في الساعة الواحدة والربع من صباح يوم الأحد 28/2/1985 م، بينما تماثل الابن إلى الشفاء). هذا ما جاء في تقرير السلطة.

وهناك عدة ملاحظات حول هذا التقرير تكشف انه كان معد سلفاً قبل حصول الحادث:
أولاً: قال التقرير ان السيد سقط من مكان الزجاجة، والابن يقول ان والده هو الذي اخرجه من السيارة وكان في كامل وعيه.
ثانياً: اشار التقرير إلى:
1. سقوط الزجاجة الأمامية.
2. عطب العجلتين الإماميتين.

بينما قال الذين شاهدوا سيارة الغريفي في فناء (إدارة المرور) ــ حيث توضع السيارات التي تحصل فيها الحوادث ــ ان السيارة:
1. كانت سليمة تقريباً وكذا الزجاجة الإمامية ما عدا بعض الخدوش في مصابيحها.
2. ان العجلتين المعطوبتين هما الخلفيتان وليستا الإماميتين، كما اشار التقرير! ويبدو أن رجال الأمن نسوا الأوامر وأعطبوا العجلتين الخلفيتين بدل الأماميتين! مضافاً إلى أن العجب كيف يمكن عطب عجلتين في آن واحد؟

ثالثاً: اشار التقرير إلى أن سبب الوفاة هو ارتطام رأس الغريفي في الأرض بعد سقوطه من زجاجة السيارة الإمامية بعد أن سقطت، ولكن التقرير الطبي يقول ان سبب النزيف هو ثقب عميق في الرأس نتيجة طلقة نارية، وقد كان النزيف مستمراً إلى يوم تغسيله، وأبى إلاّ أن يقبل على ربه مخضوباً بدمه، وهذه الدماء النازفة في الخارج هل هي في مصطلح أجهزة المخابرات نزيفاً داخلياً؟!
رابعاً: بعد استشهاد السيد الغريفي مباشرة اتصل متنفذ بوالده هاتفياً، وقال له: «لا تقولوا اننا قتلنا ابنكم». وهذا يكشف ان المخطط هو مخطط، وكما يقول المثل «يكاد الجاني يقول خذوني».

## المـراجع
السيد أحمد الغريفي-شبكة النعيم
المقدس الغريفي